# 林肯积木

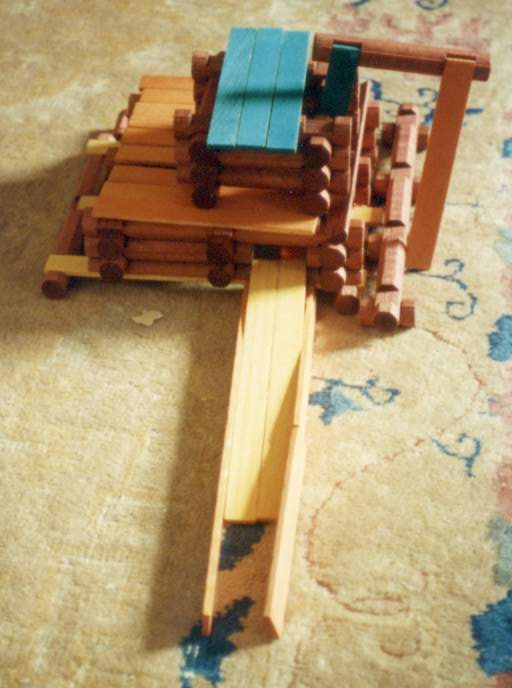
林肯积木

林肯积木是一些美国儿童喜歡玩的一种拼裝玩具，由具有凹槽的微型轻质原木零件组成，這些原木零件可以用來搭建小型堡垒和建筑物。林肯积木是由建筑师弗蘭克·勞埃德·賴特的次子约翰·劳埃德·赖特于1916年左右发明，  而且以美国总统亚伯拉罕·林肯的名字命名，林肯生前曾经住在一间小木屋里。林肯积木于1999年入选国家玩具名人堂。